# Северный (Якутия)
Северный — упразднённый в посёлок городского типа в Усть-Янском улусе Якутии. Исключен из учётных данных в 2005 году.

## География
Располагался на левом берегу реки Яна выше впадения в нее реки Кебиргел-Юряге, в 66 км к северо-западу от села Усть-Куйга.

## История
Посёлок возник в конце 1960-х годов как головная база комбината "Куларзолото". Официально зарегистрирован в 1972 году.  Поселок строился по генеральному плану, разработанному институтом «Якутниипроалмаз». В 1978 г.
введено в эксплуатацию здание средней школы, столовой, детский сад-ясли. На 1979 г. общее количество жилых домов составило 120. Отнесён к категории рабочих посёлков в 1979 году.
В поселке базировались крупные предприятия: Куларское СМУ, Куларская автобаза, контора материального снабжения комбината «Куларзолото», передвижные электростанции, цех ремонта горного оборудования комбината, кислородная станция, монтажные участок, база Куларского продснаба. К 1980 г. в поселок были перебазированы контора комбината
«Куларзолото», коллектив Куларской геологоразведочной партии, Янский отдел военизированной охраны. 
Развал СССР, нарастание кризисных процессов и ликвидация золотодобывающих и обслуживающих их предприятий, пособствовали массовой миграции населения.  Отъезд специалистов в области энергетики и ЖКХ спровоцировали массовые аварии ДЭС. В школе занятия проводились в неотапливаемых помещениях при обогревателях. Котельную запустить не удавалось. Жилые помещения отапливались буржуйками, что провоцировало пожары. 

## Население
| 1989 | 1999  | 2002 |
| ---- | ----- | ---- |
| 4094 | ↘1200 | ↘77  |